# Red Valparaíso de Movilidad
Red Valparaíso de Movilidad es un sistema de transporte público que opera desde 2024 en el sector de Gran Valparaíso, con el objetivo de reemplazar progresivamente al sistema denominado Transporte Metropolitano de Valparaíso.

## Antecedentes
Originalmente, el Transporte Metropolitano de Valparaíso (TMV) fue una licitación temporal para organizar 42 empresas independientes a 8 (posteriormente 9) Unidades de Negocio reguladas y subsidiadas por el estado, análogo al cambio de "las liebres" por el Sistema Licitado de Locomoción Colectiva en Santiago. Debido a diversas circunstancias, la licitación de la renovación del sistema (anteriormente conocida como TMV 2), se vio aplazada a través de los años, concretándose solo medidas de parche a un sistema que estaba envejeciendo rápidamente en calidad del servicio y de la flota, la cual presentaba problemas mayores debido a su antigüedad.[cita requerida]
Durante 2020 se cambia el modelo a uno de Zona de Servicio, lo cual buscaba obligar la instalación de GPS, cámaras de seguridad, un ranking de servicio anual y el pago electrónico, de lo cual solo se logró parcialmente implementar los primeros tres elementos.[cita requerida]

## Historia
El 27 de agosto de 2019, según resolución exenta de la Seremi, la Unidad 10 del TMV fue cancelada debido a un exceso de incumplimiento del servicio prestado por la empresa Codetran, lo cual vulnera la regulación con que opera el transporte público urbano. Los sectores afectados por el fin de las líneas 001 y 002 fueron cubiertos por otras unidades del sistema a la espera de una nueva licitación, la cual sería hecha con buses de alto estándar.
Esta licitación sería abierta el 2 de agosto de 2021, considerando 35 buses que harían 2 recorridos, la cual culmina en la adjudicación de Valparaíso Transport Electric SpA como operador durante diciembre del siguiente año. Dicha empresa no cumple las fechas establecidas para la operación del sistema, por lo que se pasa el control a Trolebuses de Chile S.A en abril de 2023.
El 5 de diciembre de 2022 se anunció un proceso para adquirir nuevos buses estándar red (buses de esquema de color idéntico al utilizado al utilizado en la Red Metropolitana de Movilidad) para la Región de Valparaíso, beneficiando a un millón de pasajeros de las comunas de Valparaíso, Viña del Mar, Concón, Villa Alemana y Quilpué. En concreto el proceso licitatorio contemplaba: la adquisición progresiva de 2.000 nuevos buses de alto estándar, mejores frecuencias, horarios más extendidos, cobro electrónico y más seguridad para conductores y pasajeros. De esta manera se espera que toda la denominación del transporte regional pase a llamarse «Red Valparaíso de Movilidad». Se esperaba que la nueva flota de buses fuera recibida para septiembre de 2025.
El 20 de diciembre de 2022, se estrenó la marcha blanca de la nueva app para teléfonos móviles Red Regional de Movilidad, plataforma que permite a los usuarios conocer el tiempo real de los recorridos, paraderos autorizados, localización, frecuencia y horario de los buses del Gran Valparaíso. Esta aplicación es similar a la que funciona en la Región Metropolitana de Santiago.
El 24 de noviembre de 2023 empezarían las pruebas del primer bus eléctrico en la región, con el anuncio formal del estándar de la flota adquirida y las nuevas rutas llegando el 20 de diciembre del mismo año, los cuales serán proveídos por la Unidad de Negocio 8 del sistema. Los nuevos servicios son considerados de ser parte de la primera etapa de Red Valparaíso de Movilidad, por funcionar con buses eléctricos y estándar Red, aunque a diferencia de los buses en Santiago estos tienen colores completamente distintos. 
En enero de 2024 fueron presentados 44 buses eléctricos de la flota, donde se especifica que estos no reemplazarán a los tradicionales trolebuses, sino más bien presentarían un reforzamiento de recorridos en Placilla, Rodelillo, y Playa Ancha. Estos buses operarían desde julio de 2024 con 4 nuevos recorridos, numerados como E01, E02, E03 y E04.
Durante la tarde del 16 de agosto del mismo año, llega la flota completa al país. El día siguiente se anuncia una nueva malla de recorridos, agregando el E05, cual toma el recorrido del antiguo E04.
En el 23 de agosto de 2024, el Ministerio de Transportes y Telecomunicaciones presenta los contenidos esenciales para la futura licitación del transporte público para la conurbación, dando inicio al proceso de renovación tecnológica y de flota que significaría el final del Transporte Metropolitano de Valparaíso como sistema y el inicio de Red Valparaíso de Movilidad como su remplazo. En esta primera instancia se anuncia la licitación de aproximadamente un tercio del sistema actual, implicando 41 recorridos, 600 buses de alto estándar (de los cuales un 42% de ellos deben de ser eléctricos), y la construcción de 4 terminales, dividido en 2 Unidades de Servicio que estarían operando para fines de 2026.Durante esta presentación también se anuncia oficialmente el pronto ingreso de una licitación de 90 buses eléctricos que operarían múltiples recorridos para reforzar sectores en Quilpué y Villa Alemana con cobertura deficiente.
El 24 de septiembre de 2024 comienza a operar parcialmente la Unidad 13, iniciando con los servicios E02, E03 y E04, mientras que los recorridos E01 y E05 serían retrasados para octubre.También se notan cambios a los trazados, con el servicio E03 terminando en Estación Barón y no en Plaza Victoria, y el E05 cambiando de trazado completamente, yendo de subir por Av. Parque a la Subida Leopoldo Carvallo. Dichos recorridos se atrasarían por un mes, comenzando su operación en noviembre.
La licitación para la renovación del sistema no volvería a ser mencionada en detalle hasta junio de 2025, cuando el Ministro de Transportes y Telecomunicaciones Juan Carlos Muñoz menciona que el documento estaba en proceso de aprobación en Contraloría, y sería publicado en unas semanas.[cita requerida]
Finalmente, el proceso de renovación empieza el 1 de julio de 2025, con la publicación de las bases de la licitación de 600 buses de alto estándar (230 de estos eléctricos) y 39 servicios al sitio web oficial de la División de Transporte Público Regional (DTPR).

## Unidades de negocio
Internamente, las primeras empresas de Red Valparaíso de Movilidad son reconocidas como Unidades de Negocio del Transporte Metropolitano de Valparaíso por ser creada bajo la existencia del perímetro, incluso si utiliza otro sistema administrativo y operativo. 
|      | Empresa                  | Servicios                                             | Nº vehículos | Nº recorridos | Inicio de operaciones    |
| ---- | ------------------------ | ----------------------------------------------------- | ------------ | ------------- | ------------------------ |
| UN13 | Trolebuses de Chile S.A. | E01 - E02 - E03 - E04 - E05                           | 44           | 5             | 24 de septiembre de 2024 |
| UN14 | En licitación            | 104 - 104y - 115 - 115d - 120 - 121 - 122 - 123 - 125 | 91           | 7             | est. inicios de 2026     |

## Unidades de servicio
|     | Empresa       | Servicios | Nº vehículos            | Nº recorridos | Inicio de operaciones |
| --- | ------------- | --- | ----------------------- | ------------- | --------------------- |
| US1 | En licitación | 103 - 105 - 105D - 108 - 110 - 111 - 111D - 112 - 113 - 113D - 302 - 303 - 310 - 311 - N01 - N02 - N04 - N05 - N06 - N07 - N08 - N10 | 300 buses alto estándar | 22            | est. finales de 2026  |
| US2 | En licitación | 309 - 402 - 406 - 413 - 601 - 602 - 608 - 609 - 901 - 902 - 614 - 615 - 616 - 617 - N11 - N12 - N13                                  | 300 buses alto estándar | 17            | est. finales de 2026  |

## Material rodante
Todos los buses parte de Red Valparaíso de Movilidad cumplen con un estándar de comodidad básico, similar pero no igual al de Red Metropolitana. En el caso de las normas de emisión, todos los buses deben de ser Euro VI a lo mínimo, o eléctricos si el trazado de su servicio lo permite. 
Actualmente solo se usan buses clase A (entre 9 y 11 metros), pero a futuro esta permitido implementar buses de clase B (entre 11 y 14 m) si el Programa de Operación Base lo requiere. También se está experimentando con la posibilidad de agregar minibuses entre 7 y 8 m para recorridos en donde sea imposible el uso de otros modelos.
Los modelos de la Unidad 13 son los siguientes;
- King Long XMQ6900G e-Tech, eléctrico, de 8,9 metros de largo. Su capacidad es de 54 pasajeros en total, 22 de estos sentados.[19]
- King Long XMQ6106G e-Tech, eléctrico, de 10,5 metros de largo. Su capacidad es de 70 pasajeros en total, 24 de estos sentados.[19]